# قانون الجنسية الإندونيسية
قانون الجنسية الإندونيسية تُنظم بموجب دستور عام 1945 المعدّل، ومجموعة من القوانين المتعلقة بالجنسية والتي عُدِّلت على مر الزمن، بالإضافة إلى الاتفاقيات الدولية التي وقعت عليها الحكومة. تحدد هذه القوانين من يعتبر مواطنًا إندونيسيًا أو من يحق له الحصول على هذه الجنسية. تختلف الوسائل القانونية لاكتساب الجنسية والعضوية الرسمية في الدولة عن العلاقة بين الحقوق والواجبات المتبادلة بين المواطن والدولة، والمعروفة بالمواطنة. يتم الحصول على الجنسية الإندونيسية عادة إما على أساس مبدأ الحق في الدم، أي الولادة خارج البلاد لأحد الوالدين على الأقل الحاصلين على الجنسية الإندونيسية؛ أو وفقاً لمبدأ مبدأ حق الأرض المقيد، أي الولادة داخل إندونيسيا. كما يمكن منحها للمقيم الدائم الذي عاش في إندونيسيا لفترة معينة عبر التجنيس، شريطة أن يكون الوالدان بدون جنسية أو مجهولي الهوية.

## الحصول على الجنسية الإندونيسية
يمكن الحصول على الجنسية في إندونيسيا من خلال التبني، أو الولادة، أو الزواج، أو التجنيس.

### التبنّي
يحق للأطفال دون سن الخامسة الذين تبناهم على الأقل أحد الوالدين الحاصلين على الجنسية الإندونيسية الحصول على الجنسية الإندونيسية. كما يعتبر الأطفال الإندونيسيون الذين تبناهم والدين أجانب إندونيسيين حتى يبلغوا سن الرشد ويختاروا جنسية.

### بالولادة
الأفراد المؤهلون لاعتبارهم إندونيسيين بالولادة هم:
- الأشخاص الذين ولدوا داخل الأراضي الإندونيسية أو في الخارج لأحد الوالدين الإندونيسيين.
- الأطفال اللقطاء الذين وُلدوا داخل إندونيسيا.
- الأشخاص الذين ولدوا في الأراضي لوالدين بدون جنسية.

- الأشخاص الذين كان من الممكن أن يصبحوا إندونيسيين، لولا وفاة أحد الوالدين.

### بالزواج
يحق للأزواج الأجانب للمواطنين الإندونيسيين اختيار الجنسية الإندونيسية عن طريق الإعلان أمام السلطات، وتُشترط الإقامة المتواصلة لمدة خمس سنوات، أو الإقامة المتراكمة لمدة عشر سنوات في البلاد، ويجب على الزوج التخلي عن جنسيته الأصلية أو الحصول على تصريح للإقامة في إندونيسيا مع الاحتفاظ بجنسية مزدوجة.

### بالتجنس
هناك نوعان من التجنس في إندونيسيا، أولًا التجنس العادي، والذي يتطلّب أن يكون المتقدم قد بلغ سن الرشد وكامل الأهلية، وتٌقدّم رسوم الطلب والوثائق إلى وزير القانون وحقوق الإنسان. ويشترط إثبات الإقامة لمدة خمس سنوات متواصلة، أو عشر سنوات من الإقامة المتقطعة المتراكمة، قبل التقديم، ويجب أن يكون المتقدمون في حالة صحية جيدة جسديًا وذهنيًا؛ وأن يكونوا قادرين على الاعتماد المالي الذاتي؛ وأن يثبتوا عدم وجود سجل جنائي نتج عنه حكم بالسجن لمدة سنة أو أكثر. كما يجب عليهم أيضًا تأكيد قدرتهم على التحدث باللغة الإندونيسية وتقديم دليل على المعرفة الأساسية بالمدنية الإندونيسية. ويُوافق على الطلبات وفقًا لتقدير رئيس إندونيسيا، وفي حال الموافقة، يُلزم مقدم الطلب بالتخلي عن الجنسية الأخرى.
أما النوع الآخر من التجنيس هو التجنيس للاستحقاق الاستثنائي، والذي يشمل المساهمات في مجالات الثقافة، البيئة، الإنسانية، العلوم، الرياضة، أو التكنولوجيا، والتي يمكن أو ستعزز الأمة. ويمكن للمنظمات العامة أو الخاصة اقتراح مرشح لوزير القانون وحقوق الإنسان بناءً على مساهماته الاستثنائية. يجب على البرلمان النظر في الطلب، وتقع الموافقة النهائية بيد رئيس إندونيسيا.

## فقدان الجنسية الإندونيسية
يمكن للإندونيسيين التخلي طوعًا عن جنسيتهم إذا بلغوا سن الرشد القانوني، وكانوا مؤهلين بالكامل، ولن يصبحوا بلا جنسية نتيجة لهذا التخلي. الأشخاص الذين فقدوا جنسيتهم قد يعيدون اكتسابها عمومًا من خلال موافقة وزارية أو التقدم بطلب للتجنيس. ويمكن سحب الجنسية من الأشخاص للأسباب التالية:
- الحصول طوعاً على جنسية أخرى أو أداء قسم الولاء لدولة أخرى.[12]
- رفض التنازل عن جنسية أخرى عندما تتاح الفرصة لذلك.[12]
- المشاركة في العمليات الانتخابية في بلد آخر.[12]
- امتلاك جواز سفر أو أي وثيقة رسمية أخرى للجنسية صادرة عن دولة أجنبية.[12]
- إقامة في الخارج لخمس سنوات متواصلة أو أكثر دون أن يكون ذلك في خدمة حكومة إندونيسيا، أو الفشل في إعلان الرغبة في الاحتفاظ بالجنسية الإندونيسية كل خمس سنوات للسلطات المختصة.[12]
- الخدمة في منصب عسكري أو إداري حكومي أجنبي دون موافقة السلطات الإندونيسية. [12]

وفي عام 2020، أعلنت الحكومة الإندونيسية أن جميع المواطنين الذين انضموا إلى الجماعة الإرهابية (الدولة الإسلامية) في العراق والشام (داعش) سيفقدون تلقائيًا جنسيتهم الإندونيسية وسيُعتبرون بلا جنسية فور انضمامهم للجماعة. وأُلغيت جنسية مقاتلي داعش مصحوبًا برفض إعادة المقاتلين المأسورين وشمل ذلك أفراد الأسرة المقيمين في الخارج مع المقاتلين، باستثناء الأطفال دون سن الثامنة عشرة.

## الجنسية المزدوجة
لا يُسمح عادةً بالجنسية المزدوجة في إندونيسيا، ومع ذلك، عُدِّل قانون الجنسية بعد ضغوط من جماعات حقوق المرأة وذلك في عام 2006 للسماح للأطفال بالاحتفاظ بالجنسية المزدوجة حتى يبلغوا سن الرشد القانوني وهو سبعة عشر عامًا. ويُطالب من يتأخر في اختيار جنسيته بعد هذا العمر بالحصول على تصريح لجواز سفر إندونيسي مزدوج محدود (بالإندونيسية: Paspor Warga Negara Indonesia Ganda Terbatas)‏ للاحتفاظ بالوضع المزدوج، وبعد بلوغ سن الواحد والعشرين، يجب عليهم اختيار جنسية واحدة.
أعلن المسؤول الحكومي لوهوت باندجايتان في عام 2024، أن إندونيسيا قد تقدم الجنسية المزدوجة للأشخاص من أصل إندونيسي لتشجيع العمال ذوي المهارات العالية على العودة إلى البلاد وتعزيز الاقتصاد.